# Nemi identitás
A nemi identitás (vagy nemi önazonosság) minden ember mélyen és egyedi módon megélt társadalmi neme. Ez lehet férfi, nő, vagy más, nembináris nemi identitás, ami nem illeszkedik a férfi/női kettős kategóriába. A nemi identitás független attól, hogy az egyént a társadalom milyen neműként érzékeli, és attól is, hogy az egyént születésekor milyen neműként sorolták be. A nemi identitás biológiai tényezőktől független fogalom: bármilyen testű embernek lehet bármilyen nemi identitása. Nemi identitása minden embernek van, függetlenül attól, hogy ez illeszkedik-e a születéskor megállapított biológiai neméhez. A fogalom nem összekeverendő a szexuális irányultság (vagy szexuális orientáció, nemi irányultság, szexuális beállítottság) fogalmával.

## Nemi identitás és transzneműség

A transznemű büszkeség zászlaja

A legtöbb embernek a születéskor megállapított biológiai neme megegyezik a nemi identitásával, a társadalmi nemével és nemének testi kifejeződéseivel, őket nevezzük ciszneműeknek. A ciszneműség a transzneműség ellentéte.
A transzneműség a születéskor kijelölt társadalmi nemtől (gender) és/vagy biológiai nemtől (szexus) eltérő önazonosítás vagy kifejezés. Transzszexuálisnak nevezzük azokat a személyeket, akiknek nem identitása nem illeszkedik a születéskor meghatározott nemükhöz, ezért szükségét érzik hivatalosan nyilvántartott nemük megváltoztatásának, és testi megjelenésük nemi helyreállító beavatkozások révén történő átalakításának. A transznemű kifejezés semmit nem mond az egyén szexuális irányultságáról; transzneműként valaki épp úgy lehet leszbikus, meleg, biszexuális, heteroszexuális, vagy más szexuális irányultságú, mint ciszneműként. A transznemű kifejezés ugyanígy semmit sem mond az egyén hormonháztartásáról, anatómiájáról vagy hogy milyen neműnek nézik a mindennapi életben.
A szexuális irányultság és a nemi identitás minden emberben összetett folyamatok révén, magától, természetes módon alakul ki. Kívülről nem befolyásolható és nem változtatható meg. Nem döntés vagy választás kérdése.

## Orvostudományi megközelítés
A transzneműség nemi identitászavar (gender identity disorder, GID) néven 1980-ban került be az Amerikai Pszichiátriai Társaság által kiadott Diagnostic and Statistical Manual of Mental Disorders (DSM) c. kézikönyvbe (3. kiadás). A 2013-ban kiadott 5. kiadás a tünetegyüttest nemi diszfóriaként (gender dysphoria) említi. Az átnevezést sok transz ember támogatta, mivel úgy érezték, hogy a „nemi identitászavar” címke patologizálja és stigmatizálja a transznemű és transzszexuális embereket, és tovább erősíti a bináris nemi felosztás modelljét.
Az Amerikai Pszichológiai Társaság (APA) a transzneműség diagnózisának patológizációját a nemi diszfóriára átnevezéssel 2013-ban, a Mentális rendellenességek kórmeghatározó és statisztikai kézikönyvének (DSM) V. kiadásában enyhítette. 2018-ban az Egészségügyi Világszervezet (WHO) hivatalosan is megjelentette a Betegségek nemzetközi osztályozásának (BNO) 11. változatát, amely törli a mentális betegségek közül a transzszexualizmust és a transzvesztitizmust. A WHO 2019-ben fogja megszavazni és várthatóan 2022-ben lép életbe. Magyarországon az 1995 óta érvényes BNO 10-ben jelenleg benne van a transzszexualitást jelölő F64.0

### A betegségként kezelés kritikái
Az elmúlt évek során a transzneműség betegségként történő kezeléséről komoly vita alakult ki mind az orvostudományi körökben, mind pedig a transz jogegyenlőségi mozgalmakon belül.
A kritikusok (köztük a transzfeministák) azt hangsúlyozzák, hogy a diagnózis stigmatizálja a transznemű embereket és érvényteleníti az aktív döntési és cselekvési képességüket. A múltbeli alkalmazása során számtalan esetben visszaéltek vele hatalmi pozíciókban lévő személyek. E megközelítés szerint a transzneműség nem orvosi, hanem emberi jogi kérdés, hiszen a különbözőség minden embernek alapvető joga.
A másik oldal viszont azzal érvel, hogy csak a betegségként kezelés teszi lehetővé a transznemű emberek számára, hogy hozzáférjenek bizonyos orvosi beavatkozásokhoz és egészségügyi szolgáltatásokhoz. Elismerik ugyan, hogy a diagnózist a múltban helytelenül használták, ugyanakkor szerintük ezek a problémák a nagyobb mértékű szakmai felelősségrevonás révén kiküszöbölhetőek.
A kritikusok erre azzal válaszolnak, hogy az egészségügyi szolgáltatásokhoz való hozzáférés nem csak a betegségként történő kezelés esetén biztosítható, hiszen például a terhességet sem tekintjük betegségnek, mégsem vonja senki kétségbe a kapcsolódó egészségügyi szolgáltatások létjogosultságát. Ők ilyen módon egyszerre érvelnek amellett, hogy az orvosi kezeléseket transz személyek számára könnyebben hozzáférhetővé kell tenni, miközben igyekeznek felszámolni azt az elképzelést, hogy a transzneműség betegség.

### Kapcsolódó fogalmak, kifejezések
- A transzneműséggel és a társadalmi nemekkel kapcsolatos régebbi fogalom gyűjtemény Archiválva 2022. március 4-i dátummal a Wayback Machine-ben
- Az LMBTQ közösséggel és a társadalmi nemekkel kapcsolatos újabb fogalom gyűjtemény
- Transznemű szótár, elsősorban a nemi diszfóriára helyezve a hangsúlyt